# David Binney

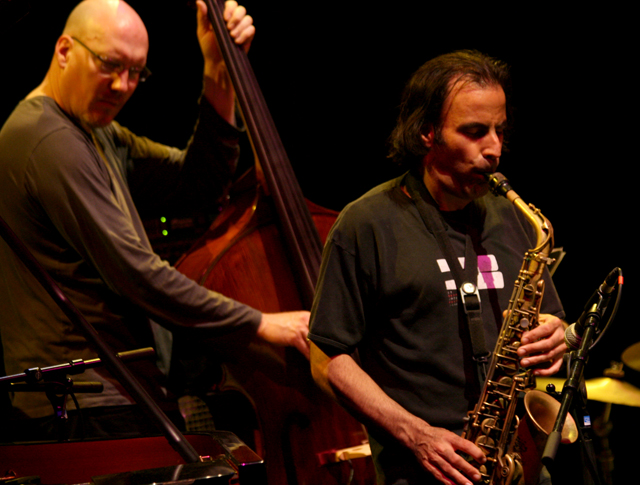
David Binney met bassist Scott Colley (2008)

David Binney (Miami, 2 augustus 1961) is een Amerikaanse altsaxofonist en componist. Hij woont en werkt in New York.

## Biografie
Binney groeide op in Californië. Dankzij zijn ouders kwam hij aanraking met de muziek van John Coltrane, Miles Davis, Wayne Shorter en Jimi Hendrix. Hij kreeg saxofoonles in Los Angeles. Rond 1980 verhuisde hij naar New York, waar hij studeerde bij George Coleman, Dave Liebman en Phil Woods. Met behulp van een stipendium van de National Endowment for the Arts nam hij in 1989 een album op, Point Game, met behulp van onder meer Marvin Smitty Smith en Lonnie Plaxico (Owl, 1991). Hij werkte als begeleider van Aretha Franklin en Maceo Parker. Hij was medeoprichter van de bands Lost Tribe en Lan Xang. Sinds de jaren 90 neemt hij regelmatig een album op die onder andere uitkomen op zijn eigen platenlabel Mythology Records.
Binney speelde in onder meer het Gil Evans Orchestra, Maria Schneider Orchestra, en Medeski Martin & Wood. Hij heeft tevens samengewerkt met Alex Sipiagin, Ben Monder, Ben Perowsky, Bill Frisell, Bobby Previte, Brian Blade, Cecil McBee, Craig Taborn, Edward Simon, Eivind Opsvik, Jacob Sacks, James Genus, Jim Black, Jim Hall, Kenny Wollesen, Leni Stern, Mark Turner, Nate Wood, Scott Colley, Steven Bernstein, Thomas Morgan, Tim Lefebvre en Wayne Krantz.

## Discografie (selectie)

### Als bandleider
| Jaar | Titel                    | Label             |
| ---- | ------------------------ | ----------------- |
| 1989 | Point Game               | Owl/Mesa-Bluemoon |
| 1995 | The Luxury of Guessing   | AudioQuest        |
| 1998 | Free to Dream            | Mythology         |
| 1998 | Lan Xang, Lan Xang       | Mythology         |
| 2000 | Lan Xang, Hidden Gardens | Naxos             |
| 2001 | Afinidad                 | Red               |
| 2001 | South                    | ACT               |
| 2002 | Balance                  | ACT               |
| 2003 | A Small Madness          | Auand             |
| 2004 | Welcome to Life          | Mythology         |
| 2005 | Fiestas de Agosto        | Red               |
| 2005 | Bastion of Sanity        | Criss Cross       |
| 2006 | Out of Airplanes         | Mythology         |
| 2006 | Cities and Desire        | Criss Cross       |
| 2007 | Océanos                  | Criss Cross       |
| 2009 | Third Occasion           | Mythology         |
| 2009 | In the Paint             | Posi-Tone         |
| 2010 | Aliso                    | Criss Cross       |
| 2011 | Graylen Epicenter        | Mythology         |
| 2011 | Barefooted Town          | Criss Cross       |
| 2013 | Lifted Land              | Criss Cross       |
| 2014 | Anacapa                  | Criss Cross       |
| 2015 | Other Colors of Herate   |                   |
| 2015 | R&B                      | Criss Cross       |
| 2016 | Lungta                   | Independent       |
| 2017 | The Time Verses          | Criss Cross       |

### Als 'sideman'
met Uri Caine
- Urlicht / Primal Light (Winter & Winter, 1997)
- Gustav Mahler in Toblach (Winter & Winter, 1999)

met John Escreet
- Exception to the Rule (Criss Cross, 2011)

met Antonio Sánchez
- New Life (CAM Jazz, 2013)

met Alex Sipiagin
- Balance 38-58 (Criss Cross, 2015)
- Destinations Unknown (Criss Cross, 2011)
- Images (TCB, 1998)